# Dick Van Dyke

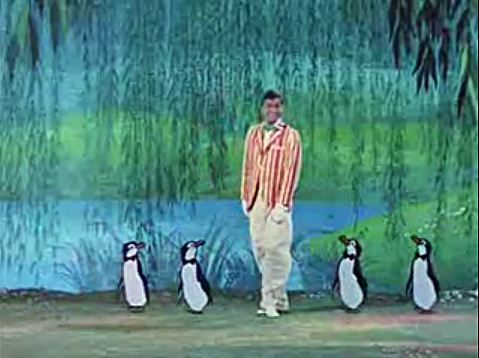
Van Dyke in Mary Poppins (1964)

Richard Wayne 'Dick' Van Dyke (West Plains, 13 december 1925) is een Amerikaans komiek en acteur. Hij werd in zowel 1965 (voor zijn vertolking van Bert en Mr. Dawes, Sr. in de film Mary Poppins) als 1972 (voor zijn hoofdrol als Dick Preston in de komedieserie The New Dick Van Dyke Show) genomineerd voor een Golden Globe. Meer dan vijftien andere prijzen werden hem daadwerkelijk toegekend, waaronder Primetime Emmy Awards in 1964, 1965, 1966 (alle drie voor zijn hoofdrol als Rob Petrie in The Dick Van Dyke Show) en 1977 (als mede-producent van het sketchprogramma Van Dyke and Company).
Van Dyke is de oudere broer van acteur en komiek Jerry Van Dyke en de vader van acteur Barry Van Dyke. Dick Van Dyke groeide op in het slaperige stadje Danville, dat gesticht werd door Nederlandse kolonisten. Hij wordt gezien als een "Dutch American"; zijn voorvader Achias Jansz Van Dijck werd in 1642 geboren in Amsterdam en kwam in Nieuw-Amsterdam, het latere New York, terecht.

## Biografie
Van Dyke groeide op in Danville als de zoon van Loren Wayne Van Dyke, een vertegenwoordiger, en Hazel Vorice McCord. Als kind keek hij graag naar Laurel en Hardy. Dat inspireerde hem om de amusementssector in te gaan. Op Stan Laurels begrafenis hield Van Dyke een toespraak. Op de middelbare school speelde hij mee met het schooltoneel en toen hij tijdens de Tweede Wereldoorlog bij de luchtmacht ging, speelde hij ook daar mee in voorstellingen en werkte hij als radio-omroeper.

## Carrière
Na het presenteren van enkele lokale komische programma's kreeg Van Dyke in 1956 een contract aangeboden door CBS waar hij in het begin veel te zien was in spel- en praatprogramma's. In 1957 debuteerde hij als acteur in twee afleveringen van een komedieserie genaamd The Phil Silvers Show.
Dick Van Dyke was samen met Paul Lynde een van de acteurs die zowel in de Broadway-musical als in de filmversie van Bye Bye Birdie speelde. Van Dyke was echter ontevreden met het feit dat Ann-Margret te veel aandacht kreeg in de filmversie, waarin ook Janet Leigh, Maureen Stapleton en Jesse Pearson te zien waren.
Vervolgens speelde hij de hoofdrol in de in Amerika zeer populaire sitcom The Dick Van Dyke Show, met Mary Tyler Moore als tegenspeelster. Voor zijn rol in deze serie won hij drie Emmy Awards. Actrice Trudi Ames, die eerder met Van Dyke in de filmversie van Bye Bye Birdie speelde, had een gastoptreden in een aflevering van The Dick Van Dyke Show.
Ook buiten de Verenigde Staten werd Van Dyke bekend. Veel Europese kinderen zijn opgegroeid met de muzikale kinderfilm Mary Poppins (1964), waarin Van Dyke de rol van Bert vertolkte. Ook met de film Chitty Chitty Bang Bang uit 1968 had hij veel succes. Verder speelde hij gastrollen in onder meer Columbo, The Golden Girls, Matlock en Sabrina, the Teenage Witch. Rond de wisseling van de 20e naar de 21e eeuw speelde hij samen met zijn zoon Barry Van Dyke in de serie Diagnosis Murder. Dick speelde de rol van Mark Sloan, Barry die van de zoon Steve Sloan.
Sinds Van Dyke een Amiga aanschafte, is hij een liefhebber van computeranimaties. Zo gebruikte hij zelfgemaakte CGI-effecten in Diagnosis: Murder en The Dick Van Dyke Show Revisited. Voor zijn bijdrage aan Diagnosis: Murder (waarvoor hij een motorstunt animeerde) kreeg hij een paar honderd dollar. Vervolgens beweerde hij op de SIGGRAPH-beurs in 2004 dat hij een professionele CGI-animator was. Op die beurs presenteerde hij ook een door hemzelf gemaakte animatie waarin een digitale versie van hemzelf danste op de muziek van het nummer Billie Jean van Michael Jackson.
In 2023 deed Van Dyke mee in het wereldberoemde programma The Masked Singer. Hij zat, tot grote verbazing van de juryleden, in het pak van de kabouter. Datzelfde jaar speelde hij in enkele afleveringen van de soapserie Days of our Lives waarvoor hij in 2024 beloond werd met een Daytime Emmy Award voor beste gastrol in een dramaserie. Op zijn 98ste was hij de oudste persoon die een Emmy won.

### Theater
- The Girls Against the Boys
- Bye Bye Birdie
- The Music Man
- Chita Rivera: The Dancer's Life

### Filmografie
- Bye Bye Birdie (1963)
- What a Way to Go! (1964)
- Mary Poppins (1964)
- The Art of Love (1965)
- Lt. Robin Crusoe, U.S.N. (1966)
- Divorce American Style (1967)
- Fitzwilly (1967)
- Never a Dull Moment (1968)
- Chitty Chitty Bang Bang (1968)
- Some Kind of a Nut (1969)
- The Comic (1969)
- Cold Turkey (1971)
- Tubby the Tuba (1976)
- The Runner Stumbles (1979)
- Dick Tracy (1990)
- Batman: New Times (2005)
- Curious George (2006)
- Night at the Museum (2006)
- Alexander and the Terrible, Horrible, No Good, Very Bad Day (2014)
- Night at the Museum: Secret of the Tomb (2014)
- Mary Poppins Returns (2018)

### Televisie
- The Morning Show (1955) (presentator)
- CBS Cartoon Theater (1956)
- To Tell the Truth (1956–1957)
- The Phil Silvers Show (1957)
- The Chevy Showroom Starring Andy Williams (1958)
- Mother's Day (1958–1959)
- Laugh Line (1959)
- The Dick Van Dyke Show (1961–1966)
- Dick Van Dyke and the Other Woman (1969)
- Dick Van Dyke Meets Bill Cosby (1970)
- The New Dick Van Dyke Show (1971–1974)
- The New Scooby-Doo Movies (1973)
- Julie and Dick at Covent Garden (1974)
- The Morning After (1974)
- Columbo: Negative Reaction (1974)
- Van Dyke and Company (1976)
- The Carol Burnett Show (1977)
- Supertrain (1979)
- The Runner Stumbles (1979)
- True Life Stories (1981)
- Harry's Battles (1981)
- The Country Girl (1982)
- Drop-Out Father (1982)
- Wrong Way Kid (1983) (stem)
- Found Money (1983)
- Breakfast with Les and Bess (1985)
- Strong Medicine (1986)
- Ghost of a Chance (1987)
- The Van Dyke Show (1988)
- The Golden Girls (1989)
- Matlock (1990)
- Daughters of Privilege (1991)
- The House on Sycamore Street (1992)
- The Town That Santa Forgot (1993) (stem)
- A Twist of the Knife (1993)
- Becker (1999) (Beckers vader)
- Diagnosis Murder (1993–2001)
- Paul O'Grady Does America (2003)
- A Town Without Pity (2002)
- Diagnosis: Murder - Without Warning (televisiefilm, 2002)
- Sabrina, the Teenage Witch als Duke (2000)
- The Gin Game (2003)
- The Alan Brady Show (2003) (stem)
- The Dick Van Dyke Show Revisited (2004)
- Scrubs (2004)
- Murder 101 (2006–2008)
- The Bonnie Hunt Show (2010)
- The Late Late Show with Craig Ferguson (2010)
- The Rachel Ray Show (2011)
- The Late Late Show with Craig Ferguson (2011)
- The Middle (2015)
- The Masked Singer (Verenigde Staten), kabouter (2023)

## Trivia
- Zowel in de komedieserie The Nanny als in de komedieserie Friends zit in een aflevering een zwart-witscène waarin de Dick Van Dyke Show wordt gepersifleerd.
- Hij heeft 4 kinderen: Barry, Carrie Beth, Christian en Stacy Van Dyke.
- Is onderwerp in Coldplay - ALL MY LOVE (Official Video) 13-12-2024 gelanceerd[7]

- Bibsys: 5009046
- Biblioteca Nacional de España: XX1288057
- Bibliothèque nationale de France: cb14029098v (data)
- CiNii: DA1434348X
- Gemeinsame Normdatei: 142437964
- International Standard Name Identifier: 0000 0001 1686 1073
- Library of Congress Control Number: n50045061
- MusicBrainz: 33ec3ccd-ae01-42fa-b874-095dfbfd522f
- Nationale Bibliotheek van Tsjechië: pna2009505183
- Nationale bibliotheek van Australië: 35576196
- Nationale Bibliotheek van Israël: 987007454308005171
- Nationale Bibliotheek van Polen: a0000001804989
- Nederlandse Thesaurus van Auteursnamen: 073179310
- SNAC: w6c35n8m
- Système universitaire de documentation: 160319560
- Trove: 1001391
- Virtual International Authority File: 92255307
- WorldCat: E39PBJh4vWc3Jh3vpTDcYP7j4q